# Siret
 Ikke at forveksle med Siret (flod).
Siret (rumænsk udtale: [siˈret]; tysk: Sereth; ungarsk: Szeretvásár; ukrainsk: Серет; jiddisch: סערעט) er en by, kommune og tidligere latinsk bispedømme i distriktet  Suceava i det nordøstlige Rumænien. Den er beliggende i den historiske region Bukovina. Siret er den 11. største bymæssige bebyggelse i distriktet med et indbyggertal på 6.708 (2021). Det er en af de ældste byer i Rumænien og var hovedstad i det middelalderlige fyrstedømmet Moldavien i slutningen af det 14. århundrede. Desuden administrerer byen to landsbyer: Mănăstioara og Pădureni.

## Geografi
Byen Siret ligger ved den nordøstlige grænse af Suceava-distriktet 2 km fra grænsen til Ukraine, og er et af de vigtigste grænseovergangssteder i den nordlige del af landet, der har både en grænsepost på vej og en jernbaneforbindelse. 
Vicșani jernbanestation ligger vest for Siret og fungerer som grænsekontrol for jernbaneovergange mellem Rumænien og grænseovergangsstationen ved Vadul-Siret jernbanestation i Ukraine. Jernbanen er normalsporet på den rumænske side og fortsætter som bredsporet i russisk stil i Ukraine. Siret er et af de få steder i Rumænien, der tilbyder udstyr til sporviddeændring, hvilket muliggør transport uden omstigning.
Siret ligger halvejs mellem Tjernivtsi og Suceava, på højre bred af floden Siret (flod). Europavej E85 krydser byen.

## Galleri
- Statue af Margareta Mușat  Sirets centrum
- Petru Mușat gymnasium
- Hospital for kroniske sygdomme
- Den gamle jernbanestation
- Iacob Zadik huset
- Simion Florea Marian huset
- Simion Florea Marian statue
- Teodor V. Ștefanelli statue
- Romersk katolsk kirke
- Ukrainsk Græskkatolsk kirke
- Den gamle evangeliske kirke (nu ortodoks)
- Jødisk tempel